# Charomyces ramosus
Charomyces ramosus är en svampart som först beskrevs av R.F. Castañeda, och fick sitt nu gällande namn av R.F. Castañeda 1988. Charomyces ramosus ingår i släktet Charomyces, divisionen sporsäcksvampar och riket svampar.   Inga underarter finns listade i Catalogue of Life.